# Bahnhof Leinefelde
Der Bahnhof Leinefelde ist ein bedeutender Eisenbahnknotenpunkt sowie wichtigster Bahnhof des Eichsfeldes. Er liegt im Stadtteil Leinefelde der thüringischen Stadt Leinefelde-Worbis im Landkreis Eichsfeld. In ihm kreuzen sich die Bahnstrecken Halle–Kassel und Gotha–Leinefelde sowie die mittlerweile stillgelegten Strecken Leinefelde–Wulften und Leinefelde–Treysa. Letztere Strecke war Teil der Kanonenbahn Berlin–Metz.

## Geschichte
Bereits mit dem Bau der großen Rheinstraße Köln–Berlin, der heutigen Bundesstraße 80, im Jahre 1826 und der Reichsstraße von Mühlhausen nach Duderstadt, der heutigen Bundesstraße 247, im Jahre 1834 begann die Entwicklung Leinefeldes zum Straßen-Verkehrsknotenpunkt.
Mit dem Bau der Bahnstrecke Halle–Nordhausen–Leinefelde–Eichenberg–Kassel/Göttingen im Jahre 1867 wurde Leinefelde auch auf dem Schienenweg angebunden. Am 9. Juli 1867 wurde der Streckenabschnitt Nordhausen–Eichenberg offiziell eröffnet. Als der Ort wenige Jahre später mit der Bahnstrecke Gotha–Leinefelde noch eine zweite Eisenbahnhauptbahnstrecke erhielt, wurde der Bahnhof schließlich auch Eisenbahn-Verkehrsknotenpunkt sowie als „Zentralbahnhof des Eichsfeldes“ bezeichnet.
Die Kanonenbahn Berlin–Metz, die u. a. auch durch Leinefelde führte, wurde 1880 durch einen Bahnanschluss von Leinefelde nach Eschwege in Hessen fertig gestellt.
Ab 1897 war Leinefelde zudem Ausgangspunkt der Bahnstrecke Leinefelde–Wulften, die Leinefelde, Breitenbach, Worbis und Wintzingerode über Duderstadt mit der Südharzstrecke verband. Ab 1945 durch die innerdeutsche Grenze zwischen Teistungen und Duderstadt unterbrochen, wurde die Strecke bis 2001 schrittweise stillgelegt und bis 2005 schließlich abgebaut.
Die Kanonenbahn wurde durch die Innerdeutsche Grenze zwischen Schwebda (Hessen) und Geismar (Thüringen) unterbrochen, womit die Bedeutung des hessischen Streckenabschnittes stark sank. Bis 1994 wurde der Personenverkehr schrittweise eingestellt, wenig später wurde dieser Streckenteil stillgelegt.

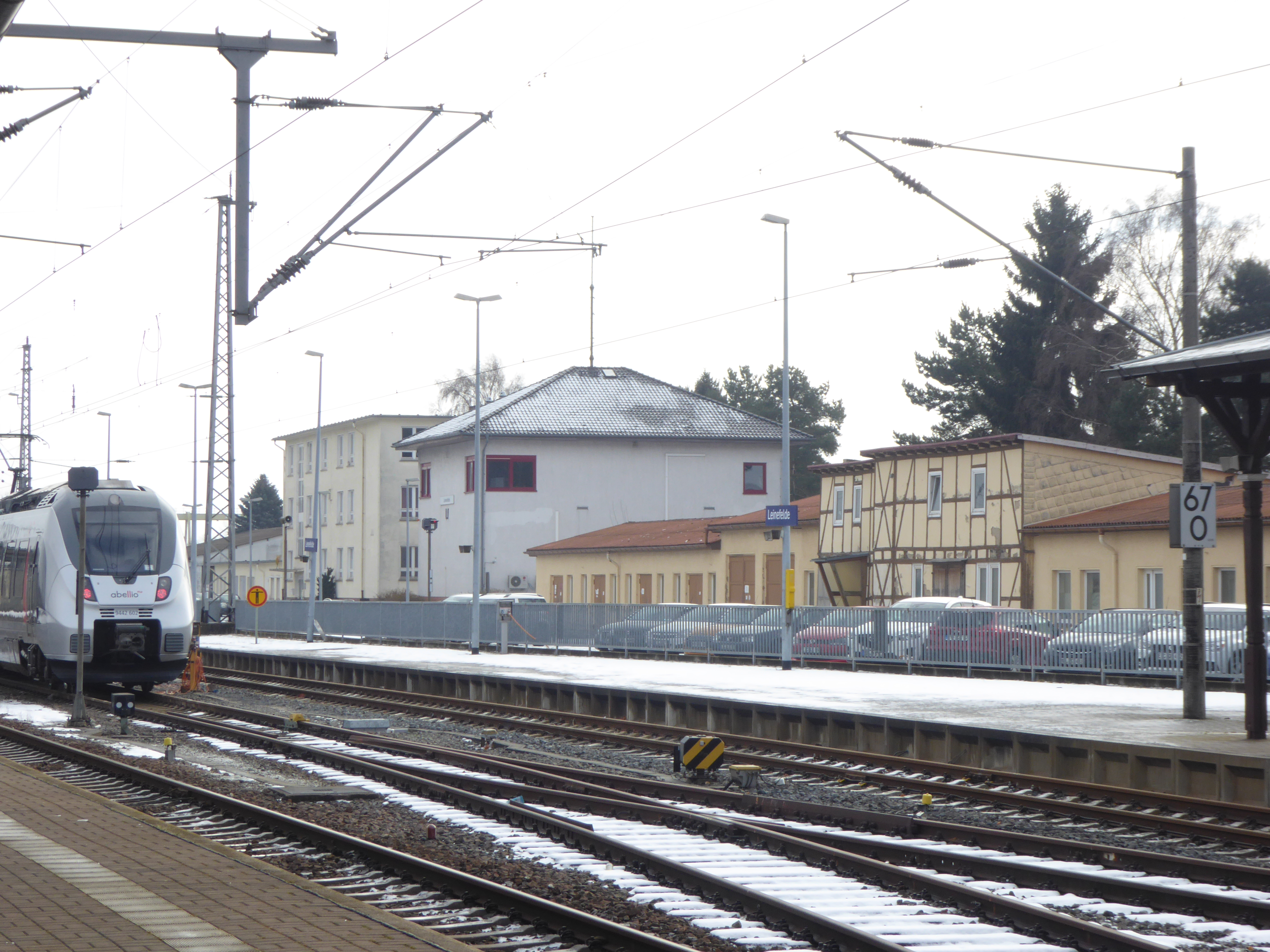
Blick auf das elektronische Stellwerk, im Vordergrund die Kopfgleise 6 und 10; auf dem Umfahrungsgleis dazwischen ist ein Abellio-Triebwagen abgestellt

Die Bahnstrecke Halle–Hann. Münden wurde als Verkehrsprojekt Deutsche Einheit Nr. 6 bis 1994 zweigleisig ausgebaut und elektrifiziert. Dabei wurde im Bahnhof Leinefelde 1994 ein elektronisches Stellwerk als erstes ESTW in Thüringen und als erstes Stellwerk der Firma Alcatel (heute Thales) mit den heute üblichen Ks-Signalen eingerichtet, das seitdem den Streckenabschnitt Eichenberg (ausschließlich)–Bernterode (ausschließlich), seit 10. April 2000 Leinefelde–Gotha (Ost) (ausschließlich), seit 10. Juli 2010 die Strecke Bad Langensalza–Kühnhausen (ausschließlich) und seit 2015 die Strecke Nordhausen (ausschließlich)–Wolkramshausen (einschließlich) steuert.
Das Reisezentrum schloss im Februar 2019 und wurde durch ein Video-Reisezentrum ersetzt. Im April 2023 erfolgte der Abriss der historischen hölzernen Bahnsteigüberdachung.

## Bahnsteige

Gleisplan des Bahnhofs Leinefelde

Die Bahnsteige sind durch Aufzüge barrierefrei erreichbar.
| Gleis | Länge in m | Höhe in cm |
| ----- | ---------- | ---------- |
| 1     | 306        | 55         |
| 2     | 200        | 55         |
| 3     | 306        | 55         |
| 6     | 180        | 55         |
| 10    | 140        | 34         |

Das Gleis am Hausbahnsteig ist entsprechend der Bezeichnung im Stellwerk Gleis 2 als durchgehendes Hauptgleis Kassel–Halle. Daneben am Mittelbahnsteig liegt das Gegengleis mit der Nummer 1, das Überholgleis am selben Bahnsteig besitzt die Nummer 3; nördlich schließen sich die Gütergleise an. Die Stumpfgleise östlich des Empfangsgebäudes haben die Nummern 6 und 10. Die Nutzlänge der Bahnsteige wurde mit Ausnahme des Mittelbahnsteigs (Gleise 1 und 3) reduziert.

## Verkehrsanbindung
Vom Fahrplanwechsel 2009/2010 am 13. Dezember 2009 bis zum Fahrplanwechsel 2014/2015 am 14. Dezember 2014 verkehrte jeden Freitag der Intercity Kyffhäuser von Frankfurt am Main über Kassel-Wilhelmshöhe und Halle (Saale) nach Leipzig, welcher auch in Leinefelde hielt. Die Rückleistung von Leipzig nach Frankfurt erfolgte sonntags. Dies war wöchentlich der einzige hier haltende Fernverkehrszug.
Im Fahrplanjahr 2022 wird der Bahnhof Leinefelde von folgenden Linien bedient:
| Linie | Linienverlauf | Takt                                                                               | EVU                            |
| ----- | --- | ---------------------------------------------------------------------------------- | ------------------------------ |
| RE 1  | Göttingen – Leinefelde – Gotha – Erfurt – Jena-Göschwitz – Gera – Gößnitz – Glauchau | 120 min                                                                            | DB Regio Südost                |
| RE 2  | Kassel-Wilhelmshöhe – Eichenberg – Leinefelde – Mühlhausen – Bad Langensalza – Erfurt | 120 min                                                                            | DB Regio Südost                |
| RE 8  | Leinefelde – Nordhausen – Berga-Kelbra – Sangerhausen – Lutherstadt Eisleben – Halle | 120 min                                                                            | Abellio Rail Mitteldeutschland |
| RE 9  | Kassel-Wilhelmshöhe – Hann Münden – Witzenhausen Nord – Eichenberg – Heilbad Heiligenstadt – Leinefelde – Nordhausen – Sangerhausen – Halle (Saale) Hbf Stand: Fahrplanwechsel Dezember 2021 | 120 min                                                                            | Abellio Rail Mitteldeutschland |
| RB 52 | Leinefelde – Silberhausen – Mühlhausen – Bad Langensalza – Kühnhausen – Erfurt | 120 min                                                                            | DB Regio Südost                |
| RB 57 | Heilbad Heiligenstadt – Leinefelde – Nordhausen (– Berga-Kelbra – Sangerhausen) | 120 min (Heilbad Heiligenstadt–Nordhausen) einzelne Züge (Nordhausen–Sangerhausen) | Abellio Rail Mitteldeutschland |